# Melanichneumon virulentus
Melanichneumon virulentus là một loài tò vò trong họ Ichneumonidae.